# Matelândia
Matelândia ist ein brasilianisches Munizip im Westen des Bundesstaats Paraná. Es hat 18.450 Einwohner (2022), die sich Matelandienser nennen. Seine Fläche beträgt 640 km². Es liegt 558 Meter über dem Meeresspiegel.

## Etymologie
Die Erschließungsgesllschaft Companhia Pinho e Terras Ltda erwarb die Gleba Iguaçu von der Familie Matte und gründete die Colonizadora Matelândia Ltda. Sie taufte sie nach dem Vorbesitzer Miguel Emidio Matte auf den Namen Matelândia (deutsch: Matte-Land).

## Geschichte

### Besiedlung
Die Pioniere von Matelândia stammten aus verschiedenen Orten in Rio Grande do Sul (RS). Sie verließen ihre Heimat in der Hoffnung, auf neuem Land ihre Lebensverhältnisse verbessern zu können. 
So versuchte Miguel Emidio Matte, der seit 1930 Eigentümer der Gleba Iguaçu war, wo sich heute Matelândia, Medianeira und São Miguel do Iguaçu befinden, mit der Kolonisierung zu beginnen. Er rekrutierte Männer, die bereit waren, diese Aufgabe zu übernehmen. 
Auf Empfehlung von Antonio Boff, einem Genossenschaftler und Visionär mit Wohnsitz in Caxias do Sul (RS), wurde Benjamin Luiz Biazus aus Flores da Cunha (RS) für diese Aufgabe ausgewählt.
Am 11. Juni 1950 kamen Benjamin Luiz Biazus und die Familien von Francisco Donadel, Antônio Menoncim, Avelino Molon und Gentil Picolli in das Gebiet von Matelândia. Dann kamen Dal Pozzo, Harteman und andere. Der Makler Adolfo Berlanda war derjenige, der die meisten Grundstücke in Matelândia verkaufte und für die Ankunft und Ansiedlung von Hunderten von Menschen verantwortlich war.

### Erhebung zum Munizip
Matelândia wurde durch das Staatsgesetz Nr. 4245 vom 25. Juli 1960 aus Foz do Iguaçu ausgegliedert und in den Rang eines Munizips erhoben. Es wurde am 28. November 1961 als Munizip installiert.

## Geografie

### Fläche und Lage
Matelândia liegt auf dem Terceiro Planalto Paranaense (der Dritten oder Guarapuava-Hochebene von Paraná). Seine Fläche beträgt 640 km². Es liegt auf einer Höhe von 558 Metern.

### Vegetation
Das Biom von Matelândia ist Mata Atlântica.

### Klima
Das Klima ist gemäßigt warm. Es werden hohe Niederschlagsmengen verzeichnet (2003 mm pro Jahr). Im Jahresdurchschnitt liegt die Temperatur bei 21,2 °C. Die Klimaklassifikation nach Köppen und Geiger lautet Cfa.

### Gewässer
Matelândia liegt im Einzugsgebiet des Iguaçu. Dieser bildet die südliche Grenze des Munizips. Die westliche Grenze folgt dem Verlauf des rechten Iguaçu-Nebenflusses Rio Benjamin Constant und seines Zuflusses Rio Silva Jardim mit seinem rechten Nebenfluss Rio Dourado. Die östliche Grenze folgt dem rechten Iguaçu-Nebenfluss Rio Floriano.

### Straßen
Matelândia  liegt an der BR-277, die Foz do Iguaçu mit dem Hafen Paranaguá verbindet.

### Nachbarmunizipien
|                        | Diamante d’Oeste und Ramilândia             | Vera Cruz do Oeste und Céu Azul |
| Medianeira             | Kompassrose, die auf Nachbargemeinden zeigt |                                 |
| Serranópolis do Iguaçu | Capanema                                    |                                 |

## Stadtverwaltung
Bürgermeister: Maximino Pietrobon, Podemos (2021–2024)
Vizebürgermeisterin: Rozani Marcolin Bolzon, MDB (2021–2024)

## Demografie

### Bevölkerungsentwicklung
| Jahr | Einwohner | Stadt | Land |
| ---- | --------- | ----- | ---- |
| 1970 | 24.561    | 10 %  | 90 % |
| 1980 | 33.440    | 30 %  | 70 % |
| 1991 | 17.329    | 60 %  | 40 % |
| 2000 | 14.344    | 71 %  | 29 % |
| 2010 | 16.078    | 72 %  | 28 % |
| 2022 | 18.450    |       |      |

Quelle: IBGE (2011) und Volkszählung 2022

### Ethnische Zusammensetzung
| Gruppe * | 1991    | 2000    | 2010    | wer sich als …                                                                   |
| --- | ------- | ------- | ------- | -------------------------------------------------------------------------------- |
| Weiße | 73,6 %  | 82,1 %  | 71,9 %  | weiß bezeichnet                                                                  |
| Schwarze | 1,8 %   | 2,4 %   | 2,6 %   | schwarz bezeichnet                                                               |
| Gelbe | 0,0 %   | 0,6 %   | 0,7 %   | von fernöstlicher Herkunft wie japanisch, chinesisch, koreanisch etc. bezeichnet |
| Braune | 24,4 %  | 14,3 %  | 24,7 %  | braun oder als Mischung aus mehreren Gruppen bezeichnet                          |
| Indigene | 0,0 %   | 0,0 %   | 0,0 %   | Ureinwohner oder Indio bezeichnet                                                |
| ohne Angabe | 0,2 %   | 0,5 %   | 0,0 %   |                                                                                  |
| Gesamt | 100,0 % | 100,0 % | 100,0 % |                                                                                  |
| *) Das IBGE verwendet für Volkszählungen ausschließlich diese fünf Gruppen. Es verzichtet bewusst auf Erläuterungen. Die Zugehörigkeit wird vom Einwohner selbst festgelegt. |         |         |         |                                                                                  |

Quelle: IBGE (Stand: 1991, 2000 und 2010)

## Kultur und Sehenswürdigkeiten
Die südöstliche Hälfte des Munizipgebiets nimmt der Nationalpark Iguaçu ein, der sich entlang dem Nordufer des Iguaçu von Santa Tereza do Oeste bis nach Foz do Iguaçu erstreckt.

## Wirtschaft

### Kennzahlen
Mit einem Bruttoinlandsprodukt pro Einwohner von 47.094,28 R$ bzw. rund 10.500 € lag Matelândia 2019 auf dem 41. Platz im obersten Viertel der 399 Munizipien Paranás.
Sein hoher Index der menschlichen Entwicklung von 0,725 (2010) setzte es auf den 98. Platz ebenfalls im obersten Viertel der paranaischen Munizipien.